# 김우용
김우용(金佑龍, 1971년 9월 26일~)은 대한민국의 레슬링 선수, 지도자로 1999년 세계 선수권 대회에서 남자 자유형 플라이급 우승을 차지했다.

## 경력
1971년 강원도 평창군에서 김정보와 권점순 부부의 아들로 태어났다. 가난한 가정 형편으로 인해 초등학생 시절부터 신문 배달 등을 하면서 자랐으며 이 때 평창중학교 레슬링부 감독인 이건환의 권유로 레슬링을 시작했다. 이후 평창중학교, 평창고등학교, 용인대학교를 졸업한 후 파스퇴르유업 레슬링팀에 입단했다. 1994년에는 국가대표 상비군에 발탁되었고 이후 모교 지도자인 이건환이 이끄는 평창군청 레슬링팀에 입단했다.
1999년에 처음으로 국가대표로 발탁되었고 그 해 10월 튀르키예 앙카라에서 열린 1999년 세계 선수권 대회에 참가했다. 그는 2차전에서 1996년 하계 올림픽 동메달리스트인 아제르바이잔의 나미크 아브둘라예프를 13-3으로 꺾었으며 결승에서 우즈베키스탄의 앗함 아칠로프를 꺾으며 우승을 차지했다.
2000년 9월 2000년 하계 올림픽 국가대표 선발전 당시 문명석과 겨루다가 오른쪽 팔에 골절상을 입고 기권하여 올림픽 출전에는 실패했다. 이후 2002년 2월에 2002년 세계 선수권 대회 및 2002년 아시안 게임 국가대표 선발전에서 김종대에게 패했으며 그 해 11월에 열린 2002년 전국체육대회 이후 현역에서 은퇴했다.
은퇴 후 평창군청 레슬링팀 코치가 되었고 2006년에는 대한민국 여자 레슬링 국가대표 감독이 되어 2006년 아시아 선수권 대회와 2006년 아시안 게임 당시 여자 대표팀을 지휘했다. 2008년에는 이건환의 후임으로 평창군청 레슬링팀 감독이 되어 현재까지 재임 중이다.

## 수훈
- 대한레슬링협회 신인선수상(1991)
- 체육훈장 백마장(2009년 12월 8일)